# Bien plus fort
Chansons représentant Monaco au Concours Eurovision de la chanson
Va dire à l'amour
(1965) Boum-Badaboum
(1967)
Bien plus fort est une chanson écrite par Jean-Max Rivière, composée par Gérard Bourgeois et interprétée par la chanteuse croate Tereza Kesovija sous le nom de « Téréza », sortie en 45 tours et super 45 tours en 1966.
La chanson représente Monaco au Concours Eurovision de la chanson 1966.
Elle a également été enregistrée par Tereza dans des versions en serbo-croate et en italien, respectivement sous les titres Još mnogo jače (Још много јаче, « Beaucoup plus fort ») et Più d'ogni cosa (« Plus que toute chose »).

## À l'Eurovision
Bien plus fort est la chanson sélectionnée pour représenter Monaco au Concours Eurovision de la chanson 1966 le 5 mars à Luxembourg. C'est la première fois qu'un artiste ne venant pas de France interprète la chanson représentant Monaco à l'Eurovision.
La chanson est intégralement interprétée en français, langue officielle de Monaco, comme l'impose la règle de 1966 à 1972.
L'orchestre est dirigé par Alain Goraguer.
Bien plus fort est la treizième chanson interprétée lors de la soirée du concours, suivant Ne vois-tu pas? de Madeleine Pascal pour la Suisse et précédant Dio, come ti amo de Domenico Modugno pour l'Italie.
À l'issue du vote, elle ne réussit pas à obtenir de points et se classe par conséquent 17e et dernière — à égalité avec Dio, come ti amo de l'Italien Domenico Modugno — sur 18 chansons,.
Tereza Kesovija retourne à l'Eurovision en 1972 pour représenter son pays natal, la Yougoslavie, avec la chanson Muzika i ti (Музика и ти).

## Liste des titres
| A1. | Bien plus fort                     | Jean-Max Rivière, Gérard Bourgeois                                             | 2:00 |
| A2. | Tu viens de très loin              | Pierre Delanoë, Emil Stern                                                     | 2:40 |
| B1. | Demain (Una casa in cima al mondo) | Vito Pallavicini, Pino Donaggio adaptation : Jean-Claude Annoux, Roland Valade | 3:00 |
| B2. | Et c'est pour toi                  | Serge Lama, Emil Stern                                                         | 1:55 |

## Historique de sortie
| Pays     | Date | Format         | Label            |
| -------- | ---- | -------------- | ---------------- |
| France   | 1966 | super 45 tours | Columbia         |
| Belgique | 1966 | 45 tours       | Columbia         |
| Espagne  | 1966 | 45 tours       | La Voz de su amo |
| Portugal | 1966 | super 45 tours | Columbia         |